# الصحة في سلطنة عمان

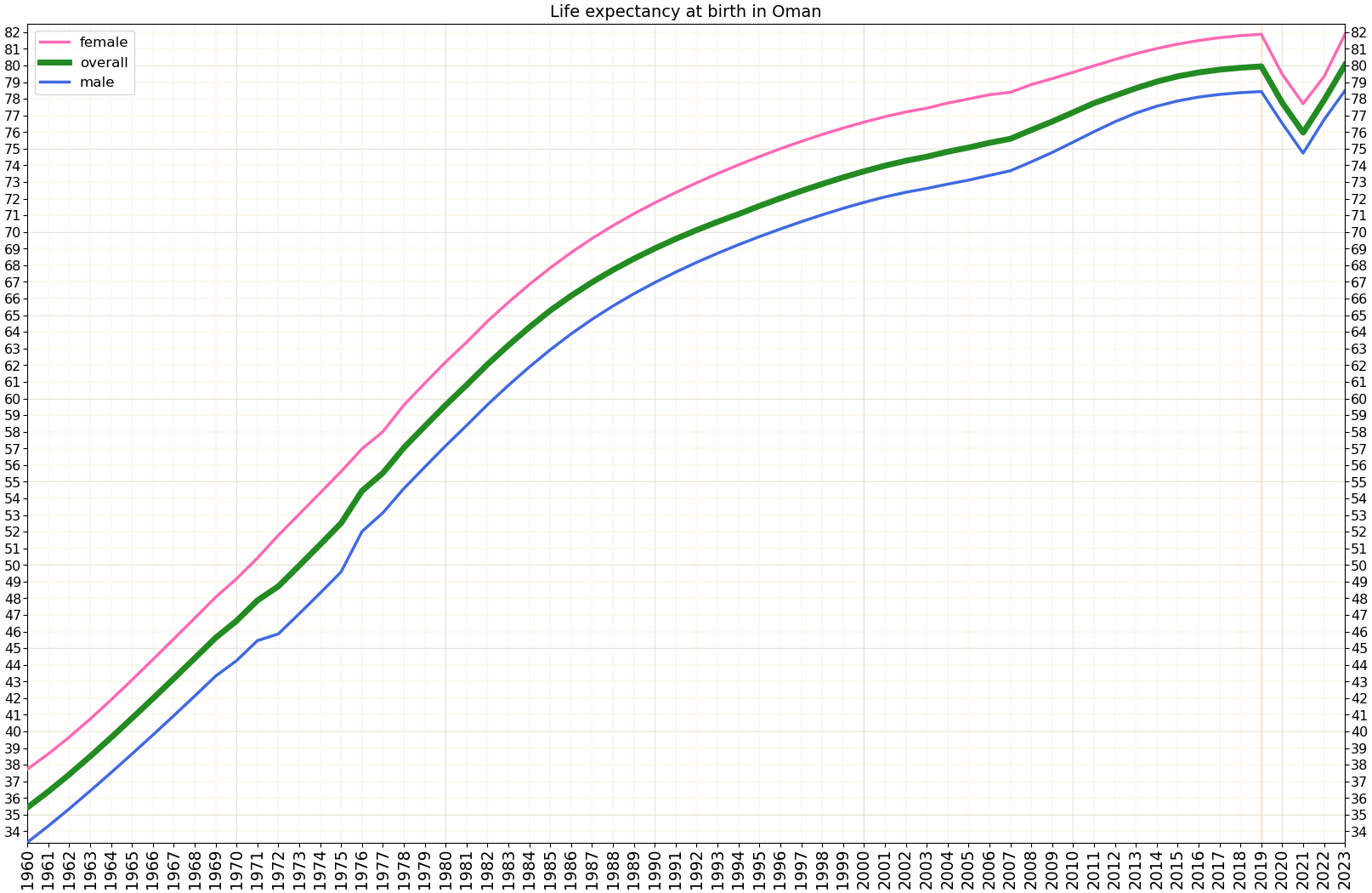
متوسط العمر المتوقع في سلطنة عمان

كان متوسط العمر المتوقع عند الولادة في عام 2013 هو 74 عامًا للرجال و79 عامًا للنساء.

## بدانة
في عام 2014، نشرت جامعة السلطان قابوس بحثًا يوضح أن 30% من السكان العمانيين يعانون من زيادة الوزن و20% يعانون من السمنة.